# Радевич, Валентин Валентинович
Валенти́н Валенти́нович Раде́вич (3 февраля 1989, Минск) — белорусский футболист, крайний полузащитник, двукратный чемпион Беларуси в составе борисовского БАТЭ.

## Карьера

### Клубная
Воспитанник минской СДЮСШОР «Динамо», первый тренер — Алексей Евгеньевич Кузнецов.
С 2006 года выступал за дублирующий состав борисовского БАТЭ, всего за следующие четыре сезона сыграл в составе дубля 66 матчей и забил 14 голов.
22 мая 2007 года дебютировал в первой команде БАТЭ в матче чемпионата Беларуси против «Гомеля». Всего за борисовский клуб сыграл 8 матчей в чемпионате страны, 4 — в Кубке Беларуси и 1 — в Лиге чемпионов.
В начале 2010 года покинул БАТЭ и уехал на учёбу в Канаду. Выступал за молодёжный состав «Монреаль Импакт» и университетскую команду «Монреаль Карабинс», через некоторое время завершил карьеру футболиста.

### В сборной
Выступал за юношеские и молодёжную сборную Беларуси.